# Révész Tamás
Révész Tamás (Budapest, 1946. február 21. –) Balázs Béla-díjas magyar fotóművész, fotóriporter, egyetemi tanár. Az Egyesült Államokban él. A Hazám-díj kuratóriumának tagja.

## Életpályája
Révész Gy. István (1910–1971) író, színműíró, műfordító és Kapos Edit fia. 1965-ben elvégezte a MÚOSZ Újságíró Iskola kép- és tördelőszerkesztő szakát. 1972–1989 között az Új Tükör főmunkatársa volt. 1981-ben Olaszországban volt ösztöndíjas. 1983 óta a Nemzetközi Újságíró Iskola oktatója. 1985-1987 között a Búvár képszerkesztőjeként tevékenykedett. 1987-ben a La Paz-i Katolikus Egyetem vendégtanára, és ugyanebben az évben az USA-ban ösztöndíjas volt. 1988–1989-ben a World Press Photo nemzetközi zsűrijének tagja volt. 1990–1991-ben külföldi lapoknak dolgozott. 1991–1992-ben az Európa főmunkatársa volt. 1992 óta a Herald Ügynökség művészeti vezetője. 1996 óta az Ecovision LLC (USA) művészeti vezetője.

## Magánélete
1970-ben házasságot kötött Várkonyi Annával. Két gyermekük született: Judit (1973) és András (1975).

## Kiállításai

### Egyéni
- 1977, 1979, 1981, 1986-1988, 1991, 1994-1996, 2006 Budapest
- 1980 Berlin
- 1982, 1989, 1999 Hollandia
- 1986 Róma, Szicília
- 1987 Siófok, La Paz
- 1988 Ausztria
- 1989 Róma
- 1990 Amszterdam
- 1997-1998, 2001, 2005, 2009 New York
- 1998 Koppenhága
- 1999 Toronto
- 2000 Texas
- 2004 Japán
- 2010 Szentendre

### Csoportos
- 1987, 1993 Budapest

## Fotói
- A George Washington híd (2000)

## Könyvei
- Búcsú a cigányteleptől (1977)
- Vers Vuur (1982)
- Csaba kórházba megy (1982)
- Parlament (1985)
- Szicília (1987)
- Siófok (1987, 1993)
- Róma (1988)
- A budai Várnegyed (1989)
- Open Air – The American West (1993)
- Budapest. Egy város az ezredfordulón (1996)
- New York (2000)

## Díjai, elismerései
- Aleksander Rodchenko-díj (1985)
- World Press Photo-díj (1991)
- Howard Chapnick-díj (2003)